# 尚恩·埃斯特斯
亞倫·尚恩·埃斯特斯（英語：Aaron Shawn Estes，1973年2月18日—），為前美國職棒大聯盟的投手。他生涯曾效力於巨人、大都會、紅人、小熊、洛磯、響尾蛇與教士等隊。

## 職業生涯

### 舊金山巨人
1995年9月16日，埃斯特斯登上大聯盟。他先發5.1局失5分吞敗，他在9月先發3場比賽全都吞下敗投。
1996年，埃斯特斯先在小聯盟調整。後來他在7月13日回到大聯盟，並繳出7局無失分的好表現，順利拿下大聯盟首勝。
1997年，埃斯特斯投出生涯年。整季拿下19勝5敗，防禦率3.18。他也在這年入選生涯唯一一次的明星賽。
2000年5月24日，他成為巨人隊史自1949年後，首位在比賽中敲出滿貫砲的投手。

### 紐約大都會
2001年12月16日，巨人將埃斯特斯交易到大都會，換來新庄剛志和Desi Relaford。這年他曾在面對洋基的羅傑·克萊門斯時，故意投出近身球，一度造成話題。這年他拿下4勝9敗，防禦率4.55。

### 辛辛那提紅人
8月15日，大都會將埃斯特斯交易到紅人，換來勞爾·岡薩雷茲、Brady Clark、Elvin Andújar和Pedro Feliciano。他只在紅人出賽6場比賽，拿下1勝3敗，防禦率7.71。

### 芝加哥小熊
2003年，埃斯特斯與小熊簽下一年短約。因為先發表現不佳，因此他被移往牛棚發展。然而在9月24日，埃斯特斯面對紅人投出完投完封勝。整季他拿下8勝11敗，防禦率5.73。

### 科羅拉多洛磯
2004年，埃斯特斯與洛磯簽下小聯盟約。這年他獲選為球隊的開幕戰先發投手，並擊敗藍迪·強森拿下勝投。
這年他拿下15勝8敗，防禦率5.84。雖然防禦率很難看，但這是埃斯特斯自2000年後第一個個人勝率高於5成的賽季。

### 亞利桑那響尾蛇
2005年，埃斯特斯與響尾蛇簽下一年短約。他在7月因為左腳踝壓力性骨折而進入傷兵名單。整季他拿下7勝8敗，防禦率4.80。

### 聖地牙哥教士

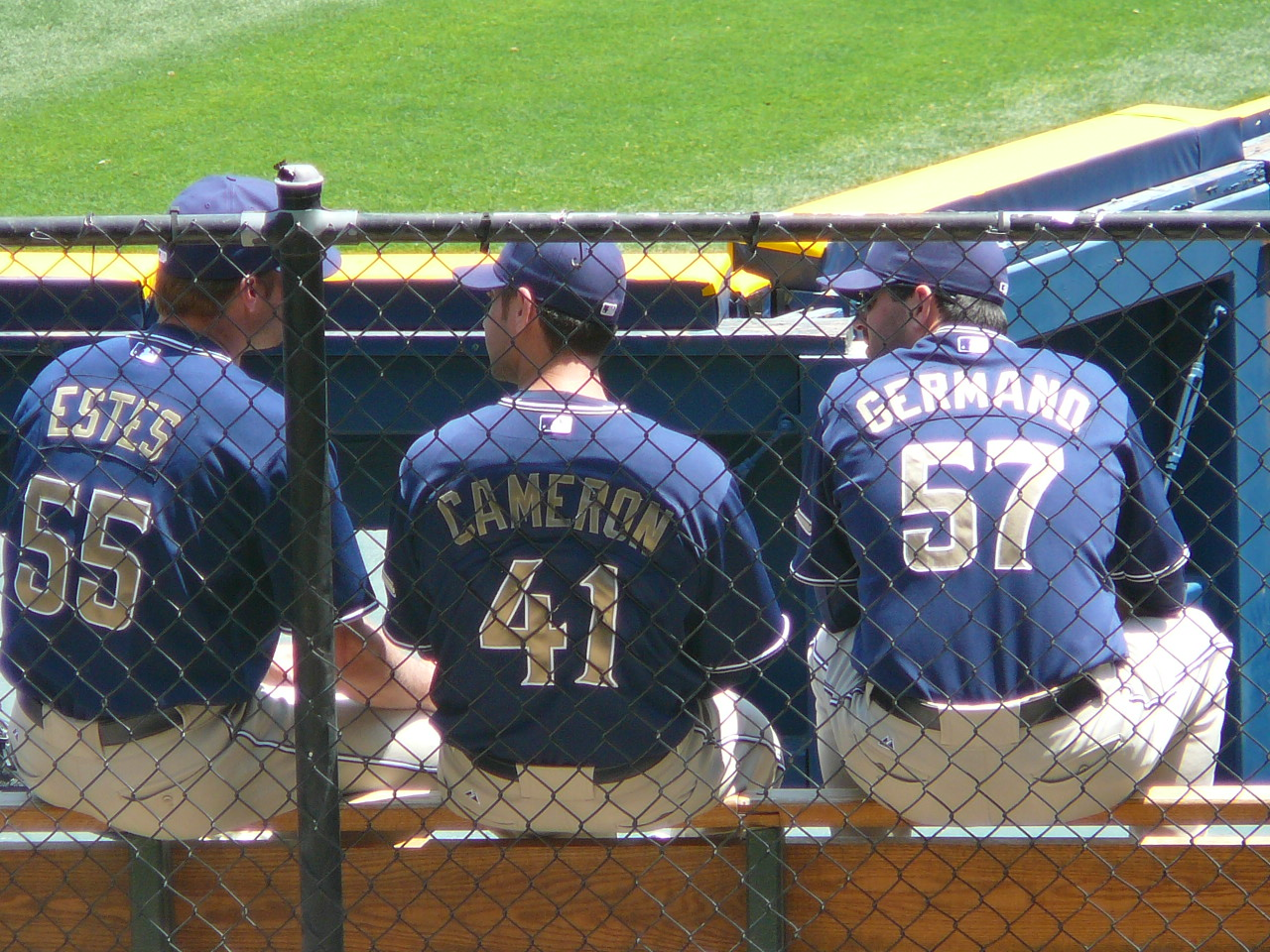
2008年的埃斯特斯(圖左)

2006年，埃斯特斯與教士簽下一年短約。但這年他僅先發一場比賽，就去動了湯米約翰手術，球季提前報銷。
2007年，他在1A進行復健賽，並迅速升上3A。但是他在這時舊傷復發，使他無緣在這年重返大聯盟。
2008年5月8日，埃斯特斯終於回到大聯盟。整季他先發8場比賽，拿下2勝3敗，防禦率4.74。球季結束後，他成為自由球員。

### 洛杉磯道奇
2009年，埃斯特斯與道奇簽下小聯盟約，並受邀參加大聯盟春訓。他原本打算競爭五號先發位置，但他在春訓表現不佳，因此在球季開打前遭到釋出。後來埃斯特斯繼續留在道奇發展，他在3A以小聯盟身分出賽，拿下3勝4敗，防禦率3.08。後來他因為不想再繼續待在3A投球，因此宣布退休。

### 華盛頓國民
2010年2月6日，埃斯特斯與國民簽下小聯盟約，決定再戰一年。他在3月11日被球隊釋出，之後便宣布正式卸下球員戰袍。

## 生涯投球成績
| 勝投 | 敗投 | 防禦率 | 出賽場次 | 先發 | 完投 | 完封 | 投球局數 | 安打 | 失分 | 自責分 | 全壘打 | 保送 | 三振 | 暴投 | 觸身球 |
| ---- | ---- | ------ | -------- | ---- | ---- | ---- | -------- | ---- | ---- | ------ | ------ | ---- | ---- | ---- | ------ |
| 101  | 93   | 4.71   | 283      | 281  | 14   | 8    | 1678.1   | 1708 | 950  | 879    | 158    | 858  | 1210 | 79   | 57     |

## 個人生活
埃斯特斯目前已婚，並育有四名子女。2010年7月31日，他和前隊友瑞奇·奧瑞利亞一同入選舊金山巨人名人牆。

## 外部連結
- 球員資訊和成績在MLB ，ESPN ，Retrosheet ，Baseball Reference ，Baseball Reference (Minors) ，Fangraphs ，The Baseball Cube （英文）